# Туршос
Туршос (на шведски: Torsås) е малък град в община Туршос на лен Калмар, югоизточна Швеция. Разположен е на река Туршосон на 5 km от брега на Балтийско море. Намира се на около 340 km на югозапад от столицата Стокхолм и на 40 km на югозапад от Калмар. Населението на града е 2039 жители, по приблизителна оценка от декември 2017 г.